# Agrostia ega
Agrostia ega är en insektsart som först beskrevs av John Obadiah Westwood 1859.  Agrostia ega ingår i släktet Agrostia och familjen Pseudophasmatidae. Inga underarter finns listade i Catalogue of Life.